# Maryna Chabarova
Maryna Olehivna Chabarova, coniugata Dorošenko (in ucraino Марина Олегівна Хабарова-Дорошенко?; Marhanec', 22 marzo 1981 – 7 settembre 2014), è stata una cestista ucraina.

## Carriera
Con l'Ucraina ha disputato i Campionati europei del 2003.

## Morte
È scomparsa nel 2014 all'età di 33 anni a seguito di una leucemia mieloide.